# Астраханська духовна семінарія

Астраханська духовна семінарія - середній навчальний заклад Астраханській єпархії Відомства православного сповідання Російської імперії, що готував священно- і церковнослужителів. Існувала до 1918 року. Після приходу до влади більшовицького режиму учнів та викладачів семінарії було розігнано, а приміщення конфісковано.

## Історія
Відкриття семінарії в місті Астрахань було 6 січня 1778. Спочатку учні займалися в будівлі архієрейського будинку. Але через поповнення і внаслідок цього - тісноти, для учнів був найнятий казенний будинок виноградної контори.
У 1783 році у світського начальства в своє відомство і розпорядження була попрошена кам'яна будівля з чотирьох одноповерхових флігелів.
14 жовтня 1818 зі складу семінарії були виділені Астраханські повітове і парафіяльне училища.
З 1838 року відкрито клас калмицької мови, в якому в 1898 році навчалося 25 учнів.
У 1867 році семінарія була перетворена в шестикласну.
При єпископі Феогносту Лебедєву Астраханська духовна семінарія переведена з будівель, що знаходяться при Входо-Єрусалимській церкві, в нове приміщення, оскільки колишнє приміщення не відповідало новому Статуту духовних семінарій, за яким замість трьох класів з дворічним курсом ботрібно було шість класів з однорічним курсом.
Астраханська духовна семінарія проіснувала до листопада 1918 року, коли, внаслідок захоплення влади більшовиками, всі семінарії закривалися, а їх приміщення конфісковувалися.

## Ректори
- Сильвестр Лебединський (1791 - 1794)
- Діонісій Цвєтаєв (10 серпня 1811 - 1817)
- Агапіт Вознесенський (27 лютого 1829 - 22 вересня 1831)
- Йосиф Позднишев (1831)
- Аполлінарій Вигилянський (1834 - 1844)
- Вассіан Чудновський (28 лютого 1846 - 21 лютого 1854)
- Аполлос Беляєв (21 лютого 1854 - 26 жовтня 1856)
- Веніамін Карелін (15 грудня 1859-1862)
- Іаннуарія Попов-Вознесенський (4 жовтня 1862-1868)
- Олександр Хованський (26 липня 1868 -?)
- архімандрит Амвросій (5 квітня 1882 - 13 травня 1883)
- Кирило Лопатин (1899-1900)
- архімандрит Іоанн Левицький (29 листопада 1900-1908)
- Феодор Лебедєв (1908-1911)
- протоієрей Микола Летніцкій (1911-1918)